# Maria Anna Wilhelmina van Hasselt
Maria Anna Wilhelmina van Hasselt, född 1811, död 1881, var en nederländsk sångare.
Hon var dotter till Dirk van Hasselt och Johanna Maria Servas. Hon studerade sång under Fanny Tacchinardi och dirigenten Pietro Romani. 1831 gjorde hon sin debut i Trieste i Giovanni Pacinis Gli Arabi nelle Gallie. Efter flera uppträdanden i Italien – Vicenza, Genua – återvände hon till Tyskland. 
Maria Anna van Hasselt arbetade på Münchener Hofoperntheater från 1834 till 1839. 1840 gifte hon sig med pianisten Gustav Barth. Sedan dess lät hon sig kallas Maria Anna van Hasselt-Barth. Under det namnet uppträdde hon i München, Wien och mindre tyska städer. Hon avslutade sin karriär 1852 och drev sedan en musikskola i Wien.